# Steffen Kielstrup
Steffen Kielstrup (født 18. oktober 1984) er en dansk tidligere professionel fodboldspiller, der spillede langt størstedelen af sin karriere for Vejle Boldklub. Han er en af blot ni spillere, der har repræsenteret Vejle i mere end 300 førsteholdskampe. Sin kamp nummer 300 fik han den 6. november 2016, da Vejle Boldklub spillede 0-0 mod FC Fredericia, og han nåede én kamp mere, inden han indstillede karrieren i sommeren 2017.

## Klubkarriere

### Ungdomsår og debut for Vejle Boldklub
Steffen Kielstrup skiftede til Vejle Boldklub som 6-årig fra Boldklubben Sport Grejsdalen, og han vandt Junior DM med klubben i år 2000. På holdet var blandt andet også Mads Beierholm.
Kielstrup debuterede allerede på førsteholdet som 16-årig i en 1. divisionskamp på hjemmebane mod Farum Boldklub i maj 2001. Vejle Boldklub spillede med om oprykningen til Superligaen, men var hårdt ramt af skader. Derfor kastede cheftræner Keld Bordinggaard den ung Kielstrup i kamp som højre back. VB tabte opgøret til Farum med 3-4, men rykkede i sidste spillerunde op i Superligaen med en sejr over Esbjerg.
Et par måneder efter oprykningen debuterede Kielstrup i Superligaen, da han kom ind fra bænken i en udekamp mod AGF, hvor VB tabte 3-0. Fra og med sæsonen 2003-04 blev Kielstrup fast mand på førsteholdet, hvor han vekslede mellem positionerne på midtbanen og i forsvaret. Med tiden blev opgaverne i bagkæden færre og færre, og Kielstrup bed sig fast på den centrale midtbane.

### Anfører i Vejle
Kielstrup blev første gang udpeget som holdets anfører i en periode i foråret 2005, og overtog siden anførerbindet fra Jimmy Nielsen i 2010. Han var anfører indtil han han forlod klubben i 2012. 
Han har flere gange vist sin trofasthed over for VB, ikke mindst efter klubbens nedrykning fra Superligaen i 2007, hvor Kielstrup afslog tilbud fra flere klubber i den bedste række og underskrev en ny kontrakt med Vejle løbende til 2012.
Steffen Kielstrup foretrak i sin bedste periode positionen i det centrale forsvar, hvor han i 2008/2009-sæsonen dannede fast makkerpar med Bora Zivkovic. I sæsonen 2009/2010 var Kielstrup imidlertid tilbage på den centrale midtbane, og på den position fortsatte han i resten af karrieren..
Han vandt 1. division med Vejle Boldklub i 2005-06 og 2007-08. Steffen Kielstrup blev i november 2011 klubbens første 250-kampsjubilar i ni år.

### AC Horsens
I sommerpausen 2012 skiftede Kielstrup til superligaklubben AC Horsens, som er en af Vejle Boldklubs største rivaler. Skiftet blev en realitet, da Kielstrup i længere tid havde ønsket at prøve sig selv af på Superliga-niveau igen. Det så ikke ud til at kunne opnås i VB, der i flere år kæmpede for at vende tilbage til landets bedste række. Efter tre år hos AC Horsens vendte den nu 30-årige Steffen Kielstrup dog i sommeren 2015 hjem til Nørreskoven og VB på en tre-årig aftale.

### Retur til Vejle Boldklub
I sommeren 2016 blev Steffen Kielstrup for tredje gang udnævnt til Vejle Boldklubs anfører, denne gang af den nye cheftræner Andreas Alm.
Som 32-årig rundede kamp nummer 300 for Vejle Boldklub, da han blev skiftet ind i hjemmekampen mod FC Fredericia den 6. november 2016. Han fik i løbet af foråret større og større problemer med ryggen og måtte kort før sæsonens afslutning indse, at karrieren var forbi.
Som en hyldest til Kielstrup valgte klubben at pensionere hans rygnummer 6. Kort efter sæsonafslutningen blev han udnævnt som nu cheftræner for Vejle Boldklubs U17-hold.

## Landsholdskarriere
Steffen Kielstrup spillede 24 ungdomslandskampe for Danmark i perioden 2000-2006.
I 2008 blev Steffen Kielstrup udtaget til Morten Olsens ligalandshold. Imidlertid måtte han kort efter udtagelsen melde afbud på baggrund af et dramatisk uheld i en kamp på Brøndby Stadion. I kampen mod Brøndby IF den 19. november 2008 bankede Kielstrup og forsvarsspilleren Mikkel Bischoff hovederne sammen i en luftduel. I sekunderne efter lå Kielstrup livløs på jorden – i sammenstødet var han blevet slået bevidstløs og havde slugt tungen. Hurtig indgriben fra kampens dommer, Claus Bo Larsen, sikrede dog, at Kielstrup slap fra uheldet uden varige mén .